# Пичугин, Иван Иванович
Иван Иванович Пичугин (30 июля 1903 — 17 марта 1975, Новошахтинск, Ростовская область) ― советский хозяйственный и общественный деятель, шахтостроитель, почётный гражданин города Новошахтинска.

## Биография
Родился 30 июля 1903 года.
Иван Иванович приехал на станцию Несветай в 1935 году. Было принято решение назначить его начальником строительного цеха треста «Шахтострой» по промышленному строительству. Под его руководством в Новошахтинске были возведены и сданы в эксплуатацию шахты № 5 («Несветаевская»), «Западная-Капитальная», ЦОФ «Несветай». Был переведён на работу на должность главного инженера Несветайского стройуправления «Донбассжилстрой». В этот период с его участием было организовано большое строительство, возводились шахтёрские посёлки, социальные и культурные объекты, детские сады, больницы и школы.
После освобождения города Новошахтинска от немецко-фашистских оккупантов Пичугин принимал активное участие в восстановлении шахт, трудился на должности главного инженера в тресте «Несветайантрацит».
С 1950 по 1969 годы он являлся директором Новошахтинского строительного управления № 6. В городе под его руководством были построены многие жилые объекты и социальная инфраструктура. Появились Новостройка № 2 (район улицы Городской), микрорайон № 3.
Иван Пичугин за свой самоотверженный труд был награждён: орденами Ленина, Трудового Красного Знамени, двумя орденами «Знак Почёта», медалями.
В 1967 году городскими властями Новошахтинска было принято решение присвоить почётное звание «Почётный гражданин города Новошахтинска».
Проживал в городе Новошахтинске Ростовской области. Умер 17 марта 1975 года.

## Награды и звания
- Орден Ленина,
- Орден Трудового Красного Знамени,
- два ордена «Знак Почёта»,
- Почётный гражданин Новошахтинска (1967).

## Память
- Одна из улиц города Новошахтинска Ростовской области названа именем Ивана Ивановича Пичугина.